# Mangelia nuperrima
Mangelia nuperrima is een slakkensoort uit de familie van de Mangeliidae. De wetenschappelijke naam van de soort is voor het eerst geldig gepubliceerd in 1855 door Tiberi.